# 突厥斯坦自治社會主義蘇維埃共和國

國旗（1919年～1921年）

國旗（1921年～1923年）

突厥斯坦自治社会主义苏维埃共和国（俄语：Туркестанская Автономная Советская Социалистическая Республика）是苏联境內曾經存在的一個自治共和國，存在於1918年4月30日—1924年10月27日。

## 历史
原為俄罗斯帝国時代之「突厥斯坦總督區」。
二月革命后，称为突厥斯坦边区（Туркестанским краем），1916年7月22日上任的总督亞歷克塞·庫羅帕特金步兵上将继续被临时政府委任为突厥斯坦军区司令，直至1917年6月5日被全俄苏维埃中央执委会撤职逮捕（实际任期至1917年2月28日）。临时政府委任的突厥斯坦边区管理委员会主席为地方最高权力负责人： 
- 尼古拉·尼古拉耶维奇·谢普金（俄语：Щепкин, Николай Николаевич） — (1917年4月7日 — 1917年5月25日).
- 弗拉基米尔·彼得罗维奇·纳利夫金（俄语：Наливкин, Владимир Петрович） — (1917年6月6日 — 1917年9月14日). 九月事件中被工兵代表苏维埃推翻。

突厥斯坦军区司令:
- 安德烈·伊万诺维奇·基亚什科（俄语：Кияшко, Андрей Иванович）步兵中将 (1917年4月-9月14日)
- 帕维尔·阿列克坎德罗维奇·卡罗维切夫（俄语：Коровиченко, Павел Александрович） — (1917年9月25日—11月2日)

十月革命後，11月8日（俄历），塔什干苏维埃和平投票推翻了突厥斯坦边区管理委员会。11月10日突厥斯坦军区司令帕维尔·阿列克坎德罗维奇·卡罗维切夫将军率领留在塔什干的骑兵攻占了苏维埃所在地自由宫。11月11日，西伯利亚步兵一个团打败了骑兵，卡罗维切夫投降被俘，苏维埃恢复掌权。1917年11月15日，突厥斯坦边区苏维埃第三次代表大会在塔什干召开，选出9人组成的临时执行委员会。其中工人士兵苏维埃代表3人、农民苏维埃代表2人、吉尔吉斯委员会、穆斯林委员会、社会革命党边区委员会、社会民主工党边区中央局的代表各1人。由于布尔什维克在临时执行委员会是少数，于1917年11月28日成立突厥斯坦边区人民委员会，有7名布尔什维克与8名左翼社会革命党人，全部为俄罗斯人，第二届全俄中央执行委员会委员费多尔·伊万诺维奇·柯列索夫为人民委员会主席。
- 1917年11月起，锡尔河州、撒马尔罕州（于12月17-26日）、外里海州（11月30日）率先建立了苏维埃政权。1917年12月22日在塔什干成立了苏维埃突厥斯坦人民委员会。12月20日，费尔干纳州政权转交给苏维埃。到1918年3月，突厥斯坦边区重要城市均控制在苏维埃手里。
- 1917年11月25日，突厥斯坦全穆斯林代表大会在浩罕召开，出席代表300人，会上宣布组建突厥斯坦自治共和国，成立自治共和国临时政府（“浩罕自治政府”，1917年11月底-1918年2月），除了财政部长外政府内阁完全由穆斯林组成。还组建了突厥斯坦穆斯林自卫军，提出在突厥斯坦建立中亚哈里发国家的目标，发布的施政纲领：
  - 突厥斯坦自治
  - 突厥斯坦的全部权力归浩罕自治政府
  - 恢复土地和生产资料的私有制
  - 伊斯兰教法作为基本法律
  - 剥夺妇女的一切自由

突厥斯坦人民委员会宣布浩罕自治政府为“反革命”，柯列索夫指出人民委员会与浩罕自治政府之间的冲突不是民族方面，而是人民政府与资产阶级政府的阶级冲突。但由于1917年底杜托夫率领的哥萨克军队占据了奥伦堡、特罗伊兹克，切断了突厥斯坦与苏俄内地的交通联系，因此人民委员会无力军事解决浩罕自治政府。1918年1月，奥伦堡被收复，突厥斯坦人民委员会恢复了与苏俄中央政府的交通联系。1918年2月14日，来自奥伦堡前线的部队包围了浩罕城，2月18日在当地俄罗斯人与亚美尼亚人的支持下攻占了浩罕，约5000-10000人在战事中死亡。
- 1918年4月20日至5月1日，在苏俄中央政府派往中亚的特别代表彼得·阿列克谢耶维奇·科波捷夫（Кобзев）主持下，突厥斯坦边区苏维埃第五次代表大会在塔什干召开，263名代表与会，其中86名布尔什维克，70名左翼社会革命党，87名无党派，20名孟什维克国际派或右翼社会革命党。科波捷夫在大会上做了《关于突厥斯坦自治》的报告。4月30日，大会通过了《突厥斯坦苏维埃联邦共和国条例》，共7条，所辖范围是突厥斯坦总督区统治的锡尔河州、撒马尔罕州、七河州、费尔干纳州、外里海州，首府塔什干，宣布“突厥斯坦苏维埃联邦共和国实行自治，它承认并同俄罗斯苏维埃联邦中央政府协调行动”。选举产生了共和国最高权力机关苏维埃中央执行委员会，由18名布尔什维克与18名左翼社会革命党组成，其中3名穆斯林。人民委员会作为共和国最高行政机关由16人组成，包括政治、经济、财政、军事、外交等职能机构。外交机构与布哈拉、希瓦汗国签订了条约，与中国和伊朗互派了地方外交代表。
- 1918年6月17日至25日，第一届俄国共产党（布尔什维克）突厥斯坦地区代表大会在塔什干召开，成立了突厥斯坦共产党，选举产生的突厥斯坦共产党中央委员会作为俄共 (布)的州一级党组织。
- 1918年7月，由于阿什哈巴德苏维埃政权开展人口统计，遭到土库曼人的反对，在外里海州引发了反苏维埃暴动，组成了“突厥斯坦反布尔什维克同盟”，得到了英国与伊朗的支持。7月11日夺占了阿什哈巴德和克孜尔-阿尔瓦特。1918年8月在英国军队直接出兵下，成立了以右翼社会革命党冯济科夫为主席的“外里海州临时执行委员会”，并准备穿越布哈拉汗国向塔什干进军。苏维埃军队从查尔朱反攻，与英军支持的白军在库什卡与莫夫对峙。
- 1918年10月召开突厥斯坦第六届苏维埃代表大会，左翼社会革命党与布尔什维克决裂。10月15日通过《突厥斯坦苏维埃联邦共和国宪法》。
- 1919年1月18日，塔什干苏维埃的军事委员奥西波夫发动军事政变，两天后叛乱平息，奥西波夫逃亡布哈拉。1919年俄共 (布)中央向突厥斯坦派遣了以鲁祖塔克为首的全权委员会。1919年4月7日组建了突厥斯坦苏维埃联邦共和国革命军事委员会。1919年8月俄共 (布)中央派伏龙芝前往中亚组建突厥斯坦方面军。1920年初，伏龙芝指挥红军全面反攻，解放了外里海。古比雪夫为首的一批干部被派往外里海重建党政组织。
- 1920年7月，成立俄共 (布)中央突厥斯坦局，成为当地党的最高机关。1920年9月突厥斯坦第九次苏维埃代表大会召开，9月24日，突厥斯坦苏维埃联邦共和国改名为突厥斯坦自治社会主义苏维埃共和国，大会做出了“关于从宪法上确定突厥斯坦苏维埃社会主义自治共和国成为俄罗斯苏维埃联邦社会主义共和国组成部分的决议”。1921年4月11日，突厥斯坦苏维埃社会主义自治共和国在法律上完成了加入俄罗斯苏维埃联邦社会主义共和国。
- 1924年實施民族劃界，分割成土库曼苏维埃社会主义共和国（今土库曼斯坦）、乌兹别克苏维埃社会主义共和国（今乌兹别克斯坦）、塔吉克苏维埃社会主义共和国（今塔吉克斯坦）、卡拉-吉爾吉斯自治州（今吉尔吉斯斯坦）、卡拉卡爾帕克自治州（今卡拉卡爾帕克斯坦共和國）[2][3]。

## 突厥斯坦人民委员会主席
| 上任日期       | 离任日期       | 姓名                            |
| -------------- | -------------- | ------------------------------- |
| 1917年11月15日 | 1918年4月30日  | 费多尔·伊万诺维奇·柯列索夫      |
| 1918年4月30日  | 1918年6月      | 彼得·阿列克谢耶维奇·科波捷夫    |
| 1918年6月      | 1918年10月5日  | 费多尔·伊万诺维奇·柯列索夫      |
| 1918年10月23日 | 1919年1月19日  | Vladislav Damyanovich Figelskiy |
| 1919年3月30日  | 1920年3月      | Karp Yeliseyevich Sorokin       |
| 1920年9月19日  | 1922年         | Kaikhaziz Sardarovich Atabayev  |
| 1922年         | 1924年1月12日  | Turor Risqulovich Risqulov      |
| 1924年1月12日  | 1924年10月27日 | Shah Ahmad Islamov              |